# Olofi
Olofi o Olofin és el nom d'una de les tres manifestacions del déu suprem en la religió ioruba (i de cultes que se'n deriven, com la santeria o el candomblé), adoptant el rol de governant de la Terra. El Déu Suprem ioruba té tres manifestacions: Olodumare, el Creador; Olorun, governant dels cels; i Olofi, qui és el conduït entre Orún (Cel) i Ayé (Terra)